# Haploïde
Une cellule biologique est haploïde (du grec ἁπλόος (haploos), simple, et εἶδος (eidos), en forme de) lorsque les chromosomes qu'elle contient sont chacun en un seul exemplaire (n chromosomes). Le concept est généralement l'opposé de diploïde qui désigne quant à lui les cellules avec des chromosomes en deux exemplaires (2n chromosomes).
Un organisme ou une partie d'organisme sont dits haploïdes lorsque ses cellules sont elles-mêmes haploïdes.
Ces définitions ne concernent que les organismes eucaryotes (protistes, animaux, végétaux, champignons), qui possèdent de vrais chromosomes. Elles excluent donc par exemple les bactéries qui n'ont pas de noyau et possèdent des chromosomes d'un type particulier.

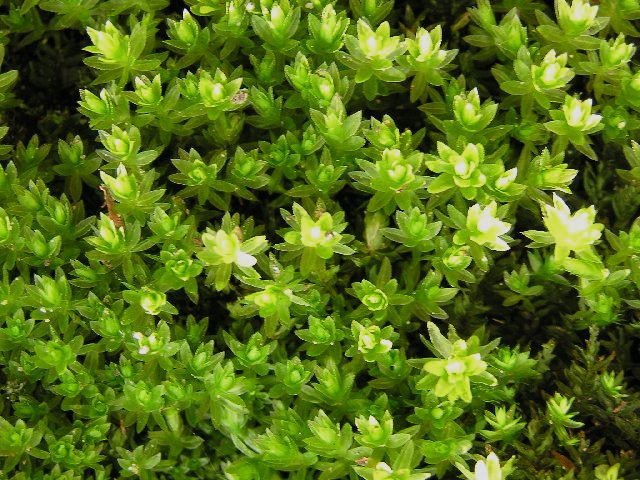
Les mousses au stade végétatif sont haploïdes. Mnium hornum.

 La reproduction sexuée qui implique un échange génétique met en jeu des mécanismes de réduction (méiose) et d'augmentation (fécondation) de la répétition des chromosomes (ploïdie). Le cycle de vie d'un organisme eucaryote comprend donc nécessairement une alternance de stades avec des niveaux de répétition chromosomique différents : on parle d'alternance de phases (voir cycle de vie).
Chez les humains et la plupart des animaux, la phase haploïde (n) est très réduite. Elle correspond à la formation des gamètes : spermatozoïde ou ovocyte. L'organisme (le corps) se développe en phase diploïde (2n): les cellules contiennent chacune les chromosomes en double exemplaire.
Chez les mousses et chez certaines algues, la partie végétative développée de l'organisme correspond à la phase haploïde (n).
La phase diploïde (2n) est au contraire beaucoup plus limitée (restreinte au zygote, voire inexistante). Chez les Angiospermes, il est possible d'obtenir des plantes entières haploïdes (des gamétophytes) par culture in vitro de microspores - avant ou au moment de la première mitose pollinique .
Le mâle chez les abeilles, le faux-bourdon, est issu d'un ovule de reine non fécondé et donc il est également haploïde.
Un organisme est haploïde lorsque, dans son cycle de développement, la méiose suit directement la fécondation. C'est le cas chez Sordaria macrospora (un champignon), où la formation de la cellule-œuf grâce à la fécondation est suivie d'une méiose et d'une mitose qui conduisent à la création de spores.

## Sélection
La double haploïdie, aussi appelée haplodiploïdisation, dihaploïdie ou technique des haploïdes doublés, est une technique de sélection variétale consistant à prélever des cellules haploïdes issues de gamètes d'une plante pour provoquer le doublement de leur stock chromosomique afin d'obtenir une lignée stable (ou lignée pure) en seulement deux générations.

## En savoir plus
- Ploïdie
- Cycle de vie (biologie)